# CPU-Z
CPU-Z är ett program med vars hjälp användaren kan se prestandan hos ett flertal komponenter som ingår i ett datorsystem.